# Heinrich Gustav Magnus
Heinrich Gustav Magnus (2. května 1802, Berlín – 4. dubna 1870, Berlín) byl německý fyzik a chemik židovského původu. V průběhu života konvertoval k protestantismu. V roce 1835 objevil Magnusův jev, tedy vznik síly při obtékání rotujícího tělesa plynem nebo kapalinou. Roku 1837 zjistil, že v krvi, jež koluje v tepnách, je více kyslíku než v krvi, která proudí v žilách. Ve 30. letech rovněž objevil Magnusovu zelenou sůl – [Pt(NH3)4][PtCl4]. V roce 1845 byl jmenován profesorem na Berlínské univerzitě.